# Trabalho forçado na Alemanha Nazi

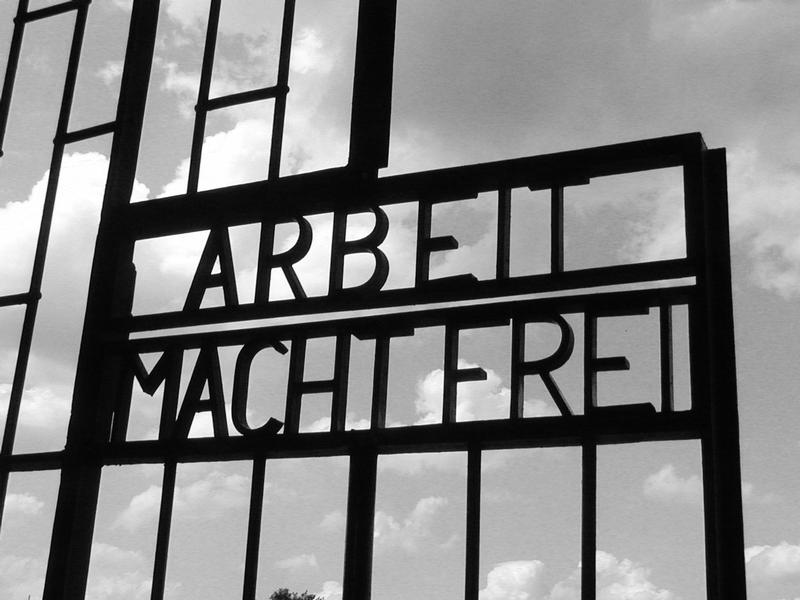
Arbeit Macht Frei ("o trabalho liberta") portão do KZ Sachsenhausen

O uso do trabalho forçado na  Alemanha Nazista e em toda a Europa ocupada pelos alemães, durante a Segunda Guerra Mundial, ocorreu numa escala sem precedentes. Foi uma parte vital da exploração econômica alemã dos territórios conquistados. Também contribuiu para o extermínio em massa de populações na Europa ocupada pelos alemães. Muitos trabalhadores morreram como resultado de suas condições de vida - maus tratos, desnutrição e tortura foram as principais causas de morte. Eles se tornaram vítimas civis de bombardeio. No seu auge, os trabalhadores forçados representavam 20% da força de trabalho alemã. Contando as mortes e a rotatividade, cerca de 15 milhões de homens e mulheres foram forçados a trabalhar em um ponto durante a guerra. A derrota da Alemanha nazista em 1945 libertou aproximadamente 11 milhões de estrangeiros (categorizados como "pessoas deslocadas"), a maioria dos quais eram trabalhadores forçados e prisioneiros de guerra. Em tempos de guerra, as forças alemãs haviam trazido para o Reich 6,5 milhões de civis, além de prisioneiros de guerra soviéticos por trabalho não-livre nas fábricas. A Administração das Nações Unidas de Assistência e Reabilitação (UNRRA), Cruz Vermelha e operações militares forneceram comida, roupas, abrigo e assistência para voltar para casa. Ao todo, 5,2 milhões de trabalhadores estrangeiros e prisioneiros de guerra foram repatriados para a União Soviética, 1,6 milhão para a Polônia, 1,5 milhão para a França e 900.000 para a Itália, além de 300.000 a 400.000 cada para a Iugoslávia, Tchecoslováquia, Holanda, Hungria e Bélgica.
No Reich alemão e nos territórios ocupados pela Wehrmacht na Segunda Guerra, mais de vinte milhões de pessoas foram submetidas a trabalhos forçados durante a era nacional-socialista. Empresas norte-americanas, como a IBM, Ford e a GM, também se beneficiaram do trabalho forçado.
No final do verão de 1944, os registros alemães listaram 7,6 milhões de trabalhadores civis estrangeiros e prisioneiros de guerra no território alemão, a maioria dos quais havia sido trazida para lá por coerção. Em 1944, o trabalho forçado constituía um quarto da força de trabalho total da Alemanha, e a maioria das fábricas alemãs tinha um contingente de prisioneiros. Os nazistas também tinham planos para a deportação e escravização de 50% da população masculina adulta britânica no caso de uma invasão bem-sucedida. A VW já foi condenada a pagar indenização por usar trabalho escravo. Empresas e governos pagaram no total de mais de 4 bilhões em indenização para as famílias das vítimas.

## Trabalho forçado

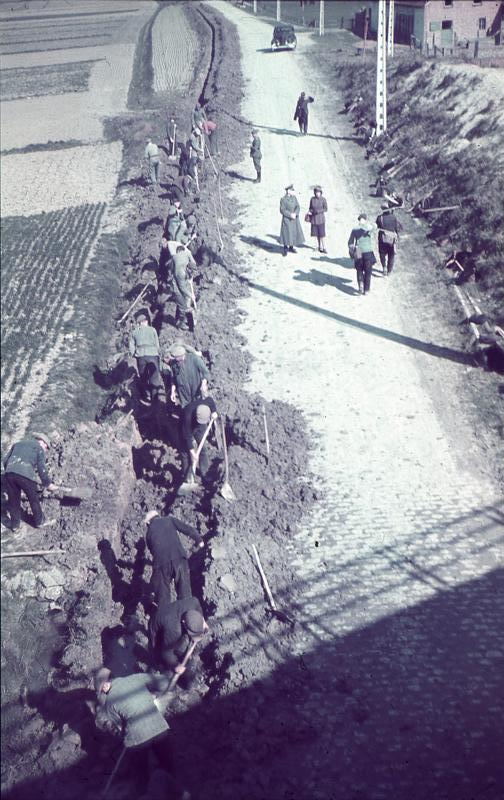
Grupo de trabalhadores forçados na cidade de Oostende, na Bélgica Ocupada pelos alemães, em 1941.

A política de Lebensraum ('espaço vital') do Terceiro Reich enfatizava fortemente a conquista de novas terras no Oriente (Generalplan Ost) e a exploração dessas terras para fornecer produtos baratos e mão-de-obra para a Alemanha. Mesmo antes da guerra, havia na Alemanha a pena de trabalhos forçados. Essa prática começou nos primeiros campos de trabalho de 'elementos indesejáveis' (alemão: unzuverlässige Elemente), como os sem-teto, homossexuais, criminosos, dissidentes políticos, comunistas, judeus e outros. Durante a Segunda Guerra Mundial, os nazistas operaram várias categorias de Arbeitslager (campo de trabalho) para diferentes categorias de detentos. Muitos desses prisioneiros  morriam  em consequência das más condições sanitárias e do trabalho exaustivo.
Após a invasão da Polônia, judeus poloneses com mais de 12 anos e poloneses com mais de 12 anos vivendo no governo geral foram submetidos a trabalhos forçados. O historiador Jan Gross estima que “não mais do que 15%” dos trabalhadores poloneses se ofereceram para trabalhar na Alemanha. Em 1942, todos os não-alemães que viviam no Governo Geral estavam sujeitos a trabalhos forçados.
O maior número de campos de trabalho continha civis sequestrados à força nos países ocupados (ver Łapanka) para fornecer trabalho na indústria de guerra alemã, reparar estradas de ferro e pontes, ou trabalhar em fazendas. O trabalho manual era um recurso em alta demanda, já que grande parte do trabalho que hoje seria feito com máquinas ainda era um assunto manual nas décadas de 1930 e 1940 - remoção de cavacos, manuseio de materiais, usinagem e muitos outros. Com o progresso da guerra, o uso do trabalho forçado aumentou enormemente. Prisioneiros de guerra e civis "indesejáveis" foram trazidos de territórios ocupados. Milhões de judeus, eslavos e outros povos conquistados foram usados como trabalhadores forçados por corporações alemãs, como a Thyssen, Krupp, IG Farben, Bosch, Daimler-Benz, Demag, Henschel, Junkers, Messerschmitt, Siemens e até mesmo a Volkswagen. sem mencionar as subsidiárias alemãs de firmas estrangeiras, como a Fordwerke (subsidiária da Ford Motor Company) e a Adam Opel AG (subsidiária da General Motors), entre outras. Uma vez iniciada a guerra, as subsidiárias estrangeiras foram tomadas e nacionalizadas pelo estado alemão controlado pelos nazistas, e as condições de trabalho lá se deterioraram, como aconteceu com toda a indústria alemã. Cerca de 12 milhões de trabalhadores forçados, a maioria dos quais eram europeus orientais, estavam empregados na economia de guerra alemã dentro da Alemanha nazista durante a guerra. A necessidade alemã de trabalho forçado cresceu a tal ponto que até mesmo crianças foram sequestradas para trabalhar em uma operação chamada Heu-Aktion. Mais de 2.000 empresas alemãs lucraram com o trabalho forçado durante a era nazista, incluindo o Deutsche Bank e a Siemens.

## Categorias
Gastarbeitnehmer ("trabalhadores convidados") - Trabalhadores de países germânicos e escandinavos, França, Itália, outros aliados alemães (Roménia, Bulgária, Hungria) e neutros amistosos (por exemplo, Espanha e Suíça). Este foi um grupo muito fraco; apenas cerca de 1% dos trabalhadores estrangeiros na Alemanha vinham de países neutros ou aliados da Alemanha.
Zwangsarbeiter (trabalhadores forçados) - Trabalhadores forçados de países não aliados da Alemanha. Esta classe de trabalhadores foi dividida nas seguintes designações:
Militärinternierte ("internees militares") - Prisioneiros de guerra. As Convenções de Genebra permitiram que as nações de captura obrigassem os prisioneiros de guerra não-oficiais a trabalhar dentro de certas restrições. Por exemplo, quase todos os prisioneiros de guerra não-oficiais poloneses (cerca de 300.000) foram forçados a trabalhar na Alemanha nazista. Em 1944, havia quase 2 milhões de prisioneiros de guerra empregados como trabalhadores forçados na Alemanha. Em comparação com outros trabalhadores estrangeiros, os prisioneiros de guerra eram relativamente ricos, especialmente se viessem de países ocidentais que ainda estavam em guerra, como os Estados Unidos ou a Grã-Bretanha, já que os padrões mínimos de tratamento eram impostos pelas Convenções de Genebra. Suas condições de trabalho e bem-estar estavam sujeitas à supervisão da Cruz Vermelha Internacional e, em casos de maus-tratos, a retaliação contra prisioneiros alemães detidos nos EUA, na Grã-Bretanha e no Canadá (que realizavam trabalho forçado semelhante) era quase certa. No entanto, o tratamento desses trabalhadores varia muito, dependendo do país de origem, do período e do local de trabalho específico. Em particular, prisioneiros de guerra soviéticos foram tratados com total brutalidade, já que os nazistas não os consideravam sujeitos a proteção sob as Convenções de Genebra, que não haviam sido ratificados nem implementados pela União Soviética. Além disso, os alemães não esperavam que seus próprios prisioneiros O cativeiro soviético receberia um bom tratamento sob quaisquer circunstâncias.
Zivilarbeiter ("trabalhadores civis") - os poloneses étnicos do governo geral. Eles eram regulamentados por rígidos decretos poloneses: recebiam salários muito mais baixos e não podiam usar conveniências como transporte público, ou visitavam muitos espaços públicos e empresas (por exemplo, não podiam visitar igrejas, piscinas ou restaurantes alemães); eles tinham que trabalhar mais horas e recebiam menores rações de comida; eles estavam sujeitos a um toque de recolher. Os poloneses eram rotineiramente privados de férias e precisavam trabalhar sete dias por semana; eles não podiam entrar no casamento entre si sem permissão; eles não podiam possuir dinheiro ou objetos de valor: bicicletas e câmeras por exemplo. Eles foram obrigados a usar um sinal: o "P polonês", em suas roupas. Em 1939, havia cerca de 300.000 Zivilarbeiter polonês na Alemanha. Em 1944, o seu número disparou para cerca de 1,7 milhões,  ou 2,8 milhões em contas diferentes (aproximadamente 10% da força de trabalho de prisioneiros poloneses ocupados). [14] Em 1944, havia cerca de 7,6 milhões de trabalhadores estrangeiros chamados civis empregados na Alemanha no total, incluindo prisioneiros de guerra do Generalgouvernement e da URSS expandida, com um número similar de trabalhadores nesta categoria de outros países.
Ostarbeiter ("trabalhadores orientais") - trabalhadores civis soviéticos e poloneses reuniram-se principalmente em Distrikt Galizien e no Reichskommissariat Ucrânia. Eles foram marcados com um sinal OST ("Leste"), tiveram que viver em acampamentos cercados com arame farpado e sob guarda, e estavam particularmente expostos à arbitrariedade da Gestapo e dos guardas das plantas industriais. As estimativas colocam o número de trabalhadores do OST entre 3 milhões e 5,5 milhões.
Em geral, os trabalhadores estrangeiros da Europa Ocidental tinham rendimentos brutos semelhantes e estavam sujeitos a impostos semelhantes aos dos trabalhadores alemães. Em contraste, os trabalhadores forçados da Europa Central e Oriental receberam, no máximo, cerca de metade dos rendimentos brutos pagos aos trabalhadores alemães e muito menos benefícios sociais. Os trabalhadores forçados que eram prisioneiros de trabalho ou campos de concentração recebiam pouco ou nenhum salário e benefícios. A deficiência nos rendimentos líquidos dos trabalhadores forçados da Europa Central e Oriental (versus trabalhadores forçados dos países ocidentais) é ilustrada pela poupança salarial que os trabalhadores forçados puderam transferir para as suas famílias em casa ou no estrangeiro (ver tabela).
Os nazistas proibiram relações sexuais entre alemães e trabalhadores estrangeiros. Esforços repetidos foram feitos para propagar Volkstum ("consciência racial"), para evitar tais relações. Os panfletos, por exemplo, instruíram todas as mulheres alemãs a evitar o contato físico com todos os trabalhadores estrangeiros trazidos para a Alemanha como um perigo para o sangue deles. As mulheres que desobedeceram foram presas. Até mesmo a confraternização com os trabalhadores foi considerada perigosa e alvo de campanhas panfletárias entre 1940 e 1942. Os soldados dos oficiais da Wehrmacht e da SS estavam isentos de tais restrições. Estima-se que pelo menos 34.140 mulheres da Europa Oriental, apreendidas em Łapankas (ataques militares sequestradores), foram forçadas a servi-las como "escravas sexuais" em bordéis militares alemães e bordéis de campo durante o Terceiro Reich. Somente em Varsóvia, havia cinco estabelecimentos estabelecidos sob guarda militar em setembro de 1942, com mais de 20 quartos cada. Álcool não era permitido lá, ao contrário da frente ocidental, e as vítimas eram submetidas a exames genitais uma vez por semana.

## Organização Todt
A organização Todt usou trabalho compulsório ariano e não ariano principalmente na França e Leste Europeu. Muitos dos trabalhadores morreram no final da guerra. Se usou do extermínio através do trabalho na indústria militar.